# Bluestar Entertainment
Bluestar Entertainment, est un label discographique indépendant américain indépendant, situé à Miami, Floride. Il est fondé en 2004 par le groupe de RnB Pretty Ricky. En dehors du sol américain, le label est appelé Blue Star Entertainment International. Joseph « Blue » Smith est le CEO  du label.

## Histoire
Bluestar Entertainment est fondé en 2004 par le groupe de RnB Pretty Ricky. En 2005, leur album, Bluestars, distribué via Bluestar Entertainment International et Atlantic, est certifié disque d'or par la RIAA.
En 2007, le label porte plainte contre le rappeur Pleasure, et ex membre de Pretty Ricky pour non-respect de ses obligations contractuelles. Entretemps, le groupe tente de recruter un nouveau membre. En 2008, le label signe un partenariat avec Atlantic Records. En août 2009, le label signe un partenariat avec le label Tommy Boy Records.

## Membres actuels
- Pretty Ricky
- Butta Creame (Joann Cuffee « Buttafly », Amber Lewis « Hot Butta », Alisa Mullins « Butta Baby » et Kenya Small « Cocoa Butta »).
- J Long
- Meat & Bones (Bones, Rick Ravish et C-Milli) + Chino
- 100 Grand (Young Kayso et Finesse)
- Year Round (T Smooth, Royal Flush et Wroosta)
- Jo' Hound
- Ckravin (Crave ; Mandell Loman, Maurice Walker et Manny Deanda Lingerie)